# Lista över fornlämningar i Malå kommun
Lista över fornlämningar i Malå kommun är en förteckning av ett urval av de fornlämningar som finns i Malå kommun.

## Malå
| Namn        | Lämningstyp                 | Tillkomsttid | Historisk indelning | Plats | Läge                 | ID-nr          | Bild                                 |
| ----------- | --------------------------- | ------------ | ------------------- | ----- | -------------------- | -------------- | ------------------------------------ |
| Malå 1274:1 | Grav markerad av sten/block |              | Malå, Lappland      |       | 65.273847, 19.099394 | 10014512740001 | Ladda upp en bild av detta fornminne |
| Malå 1306   | Grav markerad av sten/block |              | Malå, Lappland      |       | 65.281715, 18.956971 | 12000000022437 | Ladda upp en bild av detta fornminne |
| Malå 1497   | Fäbod                       |              | Malå, Lappland      |       | 64.999587, 18.742701 | 12000000108429 | Ladda upp en bild av detta fornminne |